# Lupinus imminutus
Lupinus imminutus är en ärtväxtart som beskrevs av Charles Piper Smith. Lupinus imminutus ingår i släktet lupiner, och familjen ärtväxter. Inga underarter finns listade i Catalogue of Life.